# The Princess of New York
The Princess of New York er en britisk stumfilm fra 1921 af Donald Crisp.

## Medvirkende
- David Powell som Geoffrey Kingsward
- Mary Glynne som Helen Stanton
- Saba Raleigh som Mrs. Raffan
- George Bellamy som Sir George Meretham
- Dorothy Fane som Violet Meretham
- Ivo Dawson som Allan Meretham
- Philip Hewland som Kingsward